# Ульрих, Франк
Франк У́льрих (нем. Frank Ullrich; род. 24 января 1958, Трузеталь, Зуль) — восточногерманский биатлонист и тренер. Первый биатлонист который выиграл большой хрустальный глобус в биатлоне. Четырёхкратный обладатель Кубка мира (1978, 1980, 1981, 1982). Олимпийский чемпион 1980 года в спринте, двукратный серебряный (1980 — в индивидуальной гонке на 20 км и в эстафете) и бронзовый (1976 — в эстафете) призёр Олимпийских игр, девятикратный чемпион мира.

## Биография
Отец Ульриха был судьёй соревнований по биатлону. Первое выступление Франка Ульриха состоялось в 1967 году на общенациональном чемпионате ГДР. В 1972 году он занял 5 место в гонке на Спартакиаде. В 1975 году он стал чемпионом Юношеского чемпионата мира в эстафетной гонке. На зимних Олимпийских играх 1976 года стал бронзовым призёром в эстафетной гонке. На зимних Олимпийских играх 1980 года в спринте на 10 км завоевал золото и в индивидуальной гонке на 20 км серебряную медаль, уступив советскому спортсмену Анатолию Алябьеву. В 1980 году на Олимпиаде в составе сборной ГДР стал серебряным призёром и в эстафете 4 x 7.5 км.
Четырёхкратный обладатель Кубка мира (1978, 1980, 1981, 1982). Чаще Кубком мира владели француз Мартен Фуркад (7 раз) и норвежец Уле Эйнар Бьорндален (6 раз). Четырёхкратным обладателем Кубка мира также становился Рафаэль Пуаре.
С 1998 года Франк Ульрих — главный тренер мужской сборной Германии по биатлону. В 2010 году он собирается покинуть свой пост.
В межсезонье 2008 года три спортсмена немецкой сборной отказались тренироваться под началом Франка Ульриха — Михаэль Грайс, Андреас Бирнбахер и Даниэль Граф. Лидер немецкой сборной Михаэль Грайс подверг критике работу тренерского штаба, имея в виду, что обстановка в команде должна быть более свободной: «Ульрих сделал многое для биатлона, однако времена изменились». После этого в национальной федерации было принято решение, что Франк Ульрих покинет свой пост не в 2014 году, как предполагалось ранее, а в 2010.
В 2021 году Франк Ульрих избран депутатом Бундестага от СДПГ 